# تيزروتين (لوطا)
تيزروتين هو دُوَّار يقع بجماعة اجبارنة، إقليم تازة، جهة فاس مكناس في المملكة المغربية. ينتمي الدوّار لمشيخة لوطا التي تضم 11 دوار. يقدر عدد سكانه بـ 381 نسمة حسب الإحصاء الرسمي للسكان والسكنى لسنة 2004.

## روابط خارجية
- البوابة الوطنية للجماعات الترابية نسخة محفوظة 12 مارس 2018 على موقع واي باك مشين.
- المندوبية السامية للتخطيط